# Sacco i Vanzetti
Nicola Sacco (22 d'abril, 1891 – 23 d'agost, 1927) i Bartolomeo Vanzetti (11 de juny, 1888 – 23 d'agost, 1927) eren dos anarquistes Italians que van ser arrestats, jutjats, i electrocutats a Massachusetts el 1927, sota l'acusació de robatori de 15.766,51 dòlars d'una fàbrica de sabates, l'assassinat del seu comptable anomenat Frederick Parmenter i d'un guàrdia de seguretat anomenat Alessandro Berardelli, tot i haver-hi molts dubtes de la seva culpabilitat.
Els fets ocorregueren l'abril de 1920, amb tres atracadors. Ambdós tenien coartades, però eren els únics acusats del crim. El Jutge del cas, Webster Thayer, descrigué els acusats com a "bastards anarquistes". Sacco era un sabater nascut a Torremaggiore, Foggia, Pulla. Vanzetti era un pescador nascut a Villafalletto, Cuneo, Piemont.
L'any 1971 aquest cas va ser portat al cinema per Giuliano Montaldo sota el títol Sacco e Vanzetti, amb música d'Ennio Morricone que incloïa el tema Here's to you (la balada de Sacco i Vanzetti), del qual Joan Baez en va fer la lletra.
No seria fins al 23 d'agost de 1977 que el governador de Massachusetts Michael Dukakis va exonerar-los de manera simbòlica declarant aquella data com el "Dia en memòria de Nicola Sacco i Bartolomeo Vanzetti" mitjançant una proclamació feta uns dies abans, el 19 de juliol, en la qual deixava constància dels nombrosos errors del procés judicial, deia que no havien estat jutjats justament i declarava que qualsevol ignomínia hauria de ser esborrada dels seus noms, dels de la seva família i dels seus descendents.